# Phaidrosz (dialógus)
A Phaidrosz Platón dialogikus formában megírt retorikával foglalkozó műve. Szereplői Szókratész és Phaidrosz.
Phaidrosz találkozik Szókratésszel, s felolvassa neki Lüsziasz beszédét. E beszéd egy szépfiú megkísértését írja le, a beszélgető felek a továbbiakban a beszédről s a retorikai helyességről tárgyalnak. Lüsziasz beszédének lényege ugyanis, hogy „inkább kell odaadónak lenni azzal, aki nem szeret, mint a szeretővel”. Szókratész és Phaidrosz is mondanak egy-egy beszédet, majd Szókratész mond még egyet, nem elégszik meg a saját beszédével. E beszédekben felmerülő fontos kérdések: Milyen a jó szónok? Hol az ember határa? Valóban igaz-e a mitológia? (Ez a kérdés csak közvetve.) Mi a barátság?
A Phaidrosz Platón egyik legdrámaibb dialógusa. Szókratész az erkölcsre neveli a fiút, a fiú pedig szeretné, hogy elcsábítsa, de Szókratész nem teszi meg, annak ellenére, hogy szerelmes az ifjú Phaidroszba (ez a Lakomából is kiderül).